# Fritz Cremer

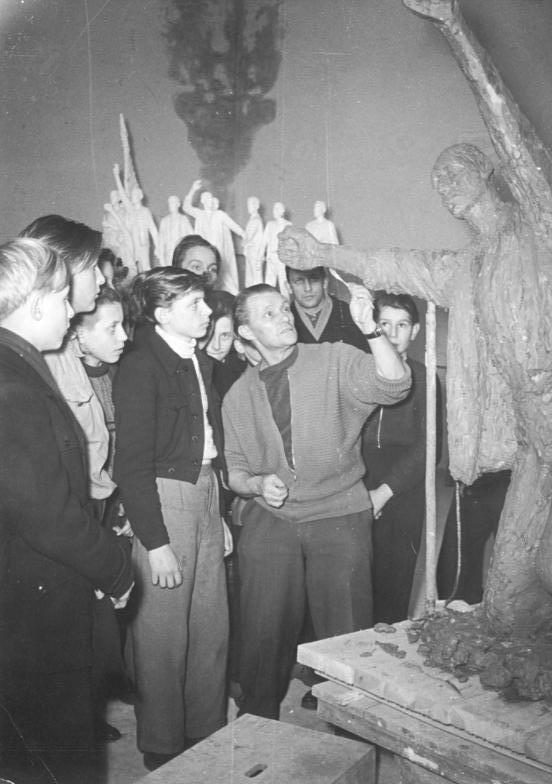
Fritz Cremer mit Jugendlichen, 1955

Fritz Cremer (* 22. Oktober 1906 in Arnsberg; † 1. September 1993 in Berlin) war ein deutscher Bildhauer, Grafiker und Zeichner, später Vizepräsident der Akademie der Künste der DDR.

## Familie
Cremer ist Sohn des Polsterers und Dekorateurs Albert Cremer. Ein Jahr nach dem Tod des Vaters zog die Mutter Christine Cremer mit den Kindern Fritz und Emmy 1908 nach Rellinghausen.
1911 siedelte die Mutter nach Essen um, wo sie in zweiter Ehe einen Lehrer heiratete. Nachdem 1922 seine Mutter gestorben war, lebte Cremer in einer Bergarbeiterfamilie.
Um 1930 wurde die österreichische Ausdruckstänzerin Hanna Berger Lebensgefährtin von Fritz Cremer. 1942 wurde Berger als Mitkämpferin der Gruppe von Kurt Schumacher/Rote Kapelle von der Gestapo verhaftet. 1944 konnte sie aus der Haft fliehen. Sie lebte bis zum Kriegsende illegal in der Steiermark.
Im Jahr 1953 heiratete Cremer in Berlin die kurz zuvor geschiedene Malerin und Keramikerin Christa von Carnap (1921–2010), Tochter von Alfred von Carnap (1894–1965), Kaufmann in Berlin-Wilmersdorf, und dessen erster Ehefrau Susanne Schindler. Christa von Carnap war in erster Ehe mit dem Schöneberger Bildhauer Waldemar Grzimek verheiratet.

## Leben

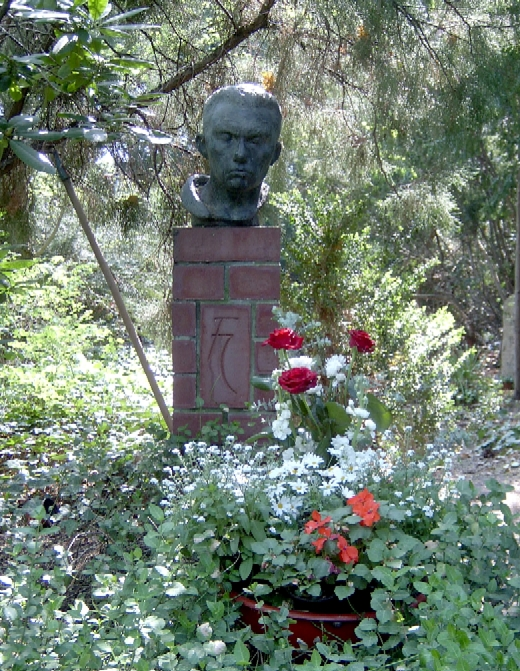
Grabmal

Cremer absolvierte nach dem Gymnasium 1921–1925 eine Ausbildung zum Steinbildhauer bei Christian Meisen in Essen. Während seiner anschließenden Tätigkeit als Steinmetzgeselle führte er einige Skulpturen nach Modellen von Will Lammert aus und besuchte in dieser Zeit Plastikkurse der Folkwang-Schule in Essen. 1929 trat er der KPD bei und nahm ein Studium an den Vereinigten Staatsschulen für Freie und Angewandte Kunst in Berlin-Charlottenburg bei Wilhelm Gerstel (1879–1963) auf, dessen Meisterschüler er von 1934 bis 1938 wurde. In dieser Zeit teilte Cremer sich ein Atelier mit Kurt Schumacher, er fertigte erste sozialkritische Radierungen. 1934 reiste er nach Paris. Während einer Reise nach London traf Cremer dort Bertolt Brecht und Helene Weigel, die ihm rieten, in Deutschland weiter zu arbeiten. Zwei Mal war er Gast der Deutschen Akademie Villa Massimo in Rom, einmal 1937/38 und ein zweites Mal 1942/43. An der Preußischen Akademie der Künste führte Cremer nun selbst ein Meisteratelier. Er stand in engem Kontakt zur Widerstandsgruppe der Rote Kapelle um den Bildhauer Kurt Schumacher und den Schriftsteller Walter Küchenmeister.
Von 1940 bis 1944 war er in der Wehrmacht als Flaksoldat in Eleusis und auf der Insel Kreta im Einsatz, danach geriet Cremer in jugoslawische Kriegsgefangenschaft.
Nach seiner Rückkehr nach Deutschland trat Cremer 1946 der SED bei. Beruflich wurde er zum Professor berufen und erhielt die Leitung der Bildhauerabteilung der Akademie für angewandte Kunst in Wien. 1950 siedelte er in die DDR über und übernahm eine Meisterklasse an der Akademie der Künste, deren Vizepräsident er 1974 bis 1983 war. In der Folgezeit unternahm Cremer Studienreisen in die Sowjetunion, nach China und Ägypten.
Cremer unterzeichnete 1976 den Protestbrief gegen die Ausbürgerung Wolf Biermanns aus der DDR, zog seine Unterschrift aber nach wenigen Tagen zurück.
Im Jahr 1956 nahm Fritz Cremer zusammen mit seinem Schüler Gerhard Thieme die Totenmaske von Bertolt Brecht ab. In dessen Folge entstanden zahlreiche Zeichnungen, Lithografien und Büsten. 1988 wurde vor dem Berliner Ensemble das Brecht-Denkmal von Fritz Cremer eingeweiht.
Cremer hat ein Berliner Ehrengrab auf dem Friedhof Pankow III in Berlin-Pankow.

## Bildliche Darstellung Cremers

### In der bildenden Kunst
- Dieter Goltzsche: Porträt Fritz Cremer (1969, Lithografie, 47,7 × 34,5 cm)[5]
- Gabriele Mucchi: Porträt Fritz Cremer (1963, Öl, 100 × 72 cm)[6]

### Weitere fotografische Darstellung Cremers
- Christine Stephan-Brosch: Porträt Fritz Cremer. "... und sie bewegt sich doch"[7]

## Werk
Fritz Cremers künstlerisches Werk lässt sich in zwei unterschiedliche Themengruppen gliedern: Einerseits ein Werkkomplex von öffentlichen Denkmalsplastiken, andererseits sinnlich-intime Liebespaare und weibliche Akte.
Unter den Denkmalsplastiken nehmen die Mahnmale für die Konzentrationslager eine zentrale Rolle ein. Sie bezeugen die Auseinandersetzung des Bildhauers Fritz Cremer mit der gesellschaftlichen Aufgabe der Nachkriegszeit – dem Gedenken an die Opfer und die Aufarbeitung des Nationalsozialismus. Im Mittelpunkt aller Mahnmale steht der Mensch. Cremer gelang die Verbildlichung tiefer menschlicher Gefühlszustände. In allgemeingültigen Archetypen konkretisieren sich Leid, Angst, Verzweiflung, aber auch Aufbegehren, Widerstand und Stärke. Die trauernde Mutter galt ihm ebenso als Ausdruck kriegsbedingter Erschütterung wie der stürzende Soldat.
Die Akte und Liebespaare bilden im Schaffen Fritz Cremers das thematische Pendant zu den politischen Auftragswerken, dienten ihm auch zur Beruhigung und Rückzug ins Private. In ihnen vereinen sich „herbe Züge und erotische Sinnlichkeit“, „Nähe und Zuneigung, Zärtlichkeit und Erfüllung“.
Stilistisch ist er weder der Moderne noch dem Sozialistischen Realismus zuzuordnen. Ziel von Cremers künstlerischen Bemühungen war die Sichtbarmachung der „seelischen Verfassung“ des Dargestellten. Aus diesem Grund bricht Cremer mit der idealisierenden Körperdarstellung, betont dagegen eher dessen Unregelmäßigkeiten.

## Werksübersicht

### Skulpturen und Büsten (Auswahl)
- 1936: Relief Trauernde Frauen (Gestapo)
- 1936–1937: Büste Selbstbildnis als sterbender Krieger
- 1939: Figurengruppe Mütter
- 1947: Freiheitskämpfer
- 1946–1948: Mahnmal für die Opfer des Faschismus 1934–1945, Wien
- 1949: Gedenkstein für das KZ Ebensee
- 1950–1953: Denkmal für die NS-Opfer Knittelfeld (Österreich)
- 1950: Aktfigur Große Eva
- 1951: Sitzende Figur Mutter Erde für die Trauerhalle des Krematoriums Baumschulenweg (Berlin)
- 1951–1952: plastischer Entwurf zum Marx-Engels-Denkmal, Berlin (nicht ausgeführt)
- 1952–1958: Figurengruppe für das Buchenwalddenkmal
- 1958: Aufbauhelferin und Aufbauhelfer in einer Grünanlage östlich vom Roten Rathaus
- 1959: Schwimmerin[11]
- 1960–1967: Denkmal für das KZ Mauthausen „O Deutschland, bleiche Mutter“
- 1958–1965: Figurengruppe für die Mahn- und Gedenkstätte Ravensbrück
- 1964: Bronzebüste Hanns Eisler
- 1964–1965: Aufsteigender – den um ihre Freiheit kämpfenden Völkern gewidmet; Park des UNO-Hauptquartiers, New York (weitere Güsse dieser Plastik stehen vor der Kunsthalle Rostock und im Skulpturenpark Magdeburg)
- 1967–1968: Spanienkämpfer – Denkmal für die deutschen Interbrigadisten in Berlin-Friedrichshain
- 1967–1968: Aufsteigender III
- 1968: Karl-Marx-Denkmal (Frankfurt/Oder)
- 1969–1972: Galileo Galilei „Und sie bewegt sich doch!“ (Stadthalle Chemnitz)
- 1972: Großes Liebespaar
- 1972: Entwurf zum Denkmal 50 Jahre Oktoberrevolution
- 1978: Auferstehender I
- 1979: Die Schwimmerin[12]
- 1982–1985: Auferstehender II
- 1984: Freiheitskämpfer (Skulptur) in Bremen
- 1986–1989: Denkmal für Bertolt Brecht, Berlin, Bertolt-Brecht-Platz
- 1988: Karl-Marx, Neuhardenberg, Dorfanger
- 1991: Karl-Marx[13]

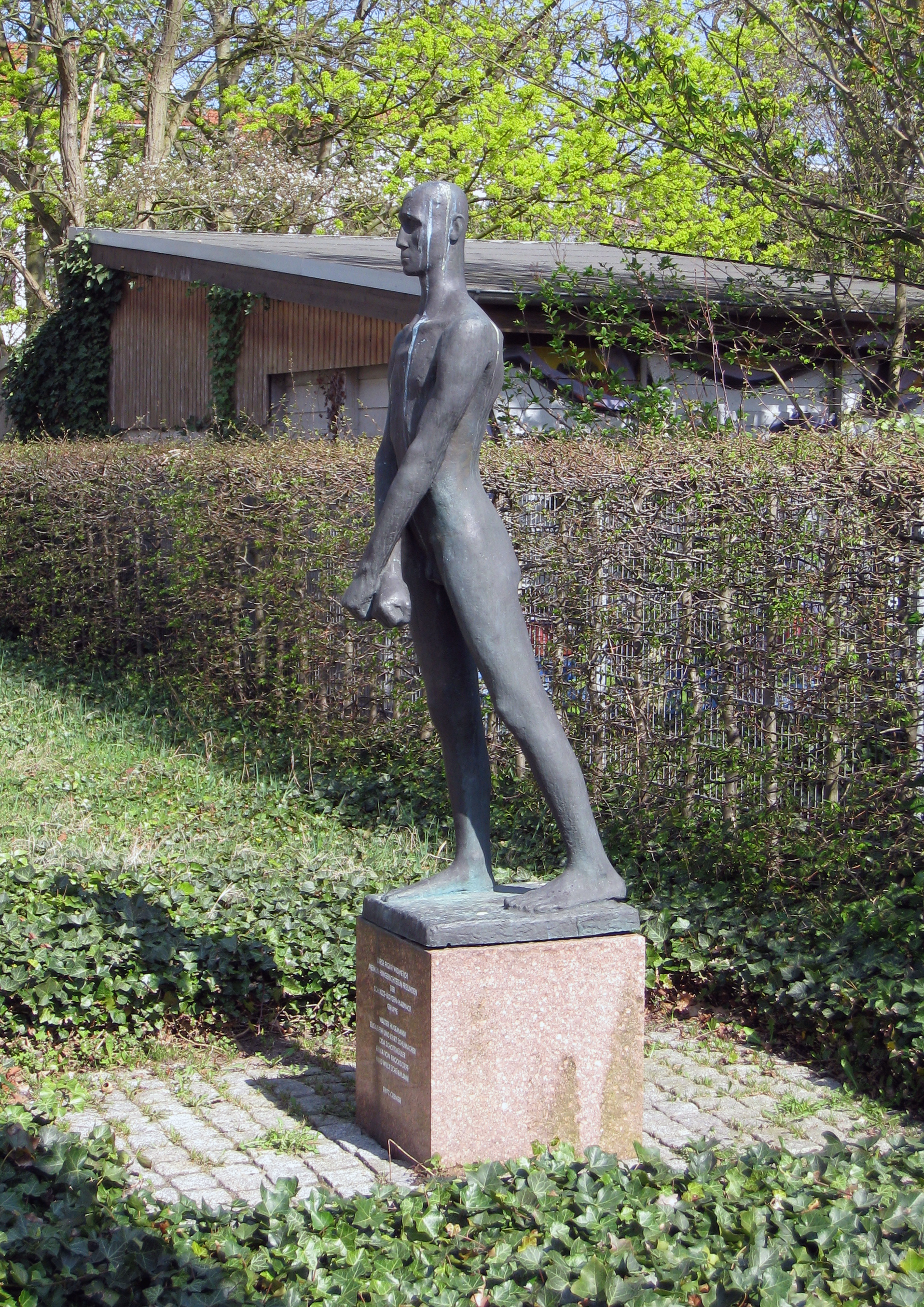
Freiheitskämpfer, Nachguss der Skulptur von 1947, die seit 1984 in Bremen in der Nähe der Ostertorwache steht und den hingerichteten Freunden Cremers aus der Berliner Roten Kapelle gewidmet ist
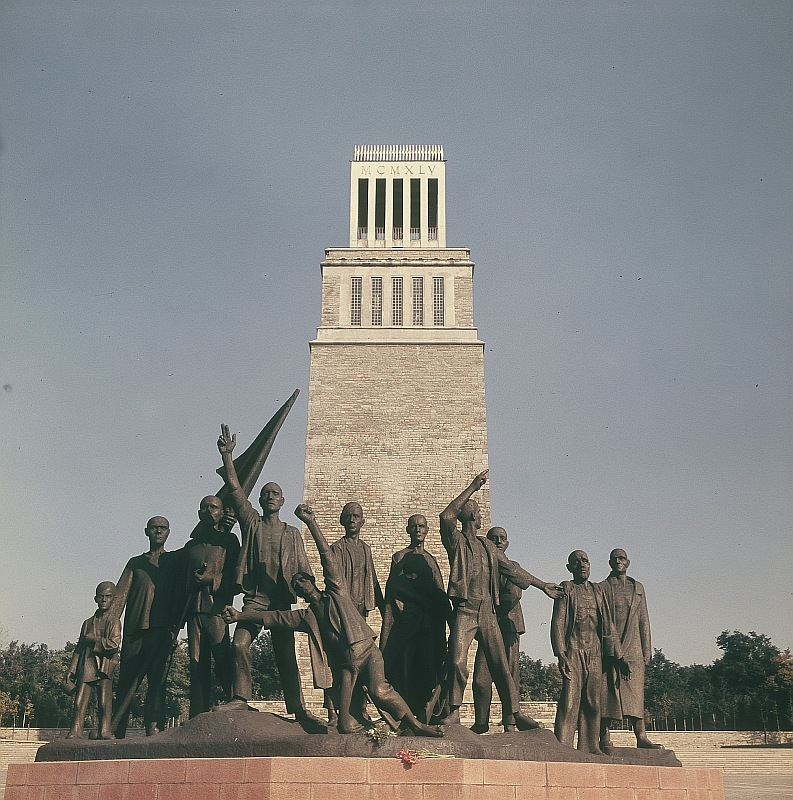
Buchenwald-Denkmal
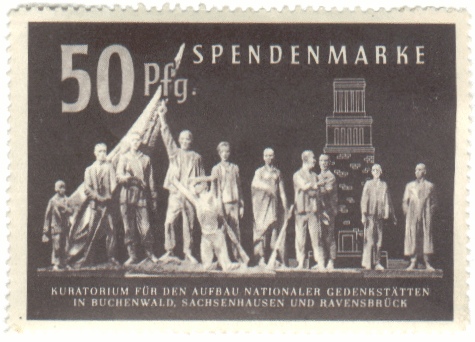
Figurengruppe des Buchenwald-Denkmals auf einer Spendenmarke
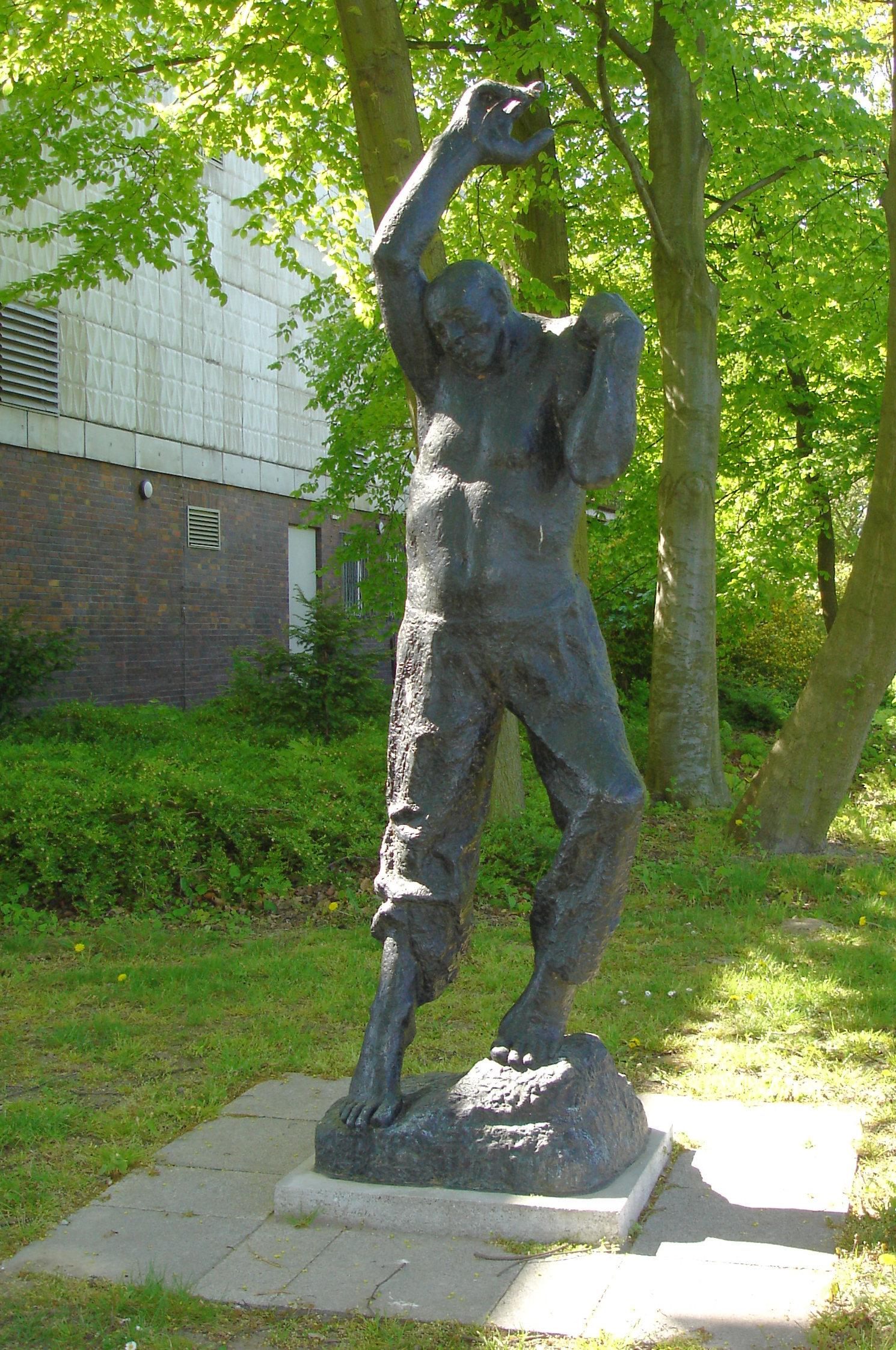
Aufsteigender 1966/67
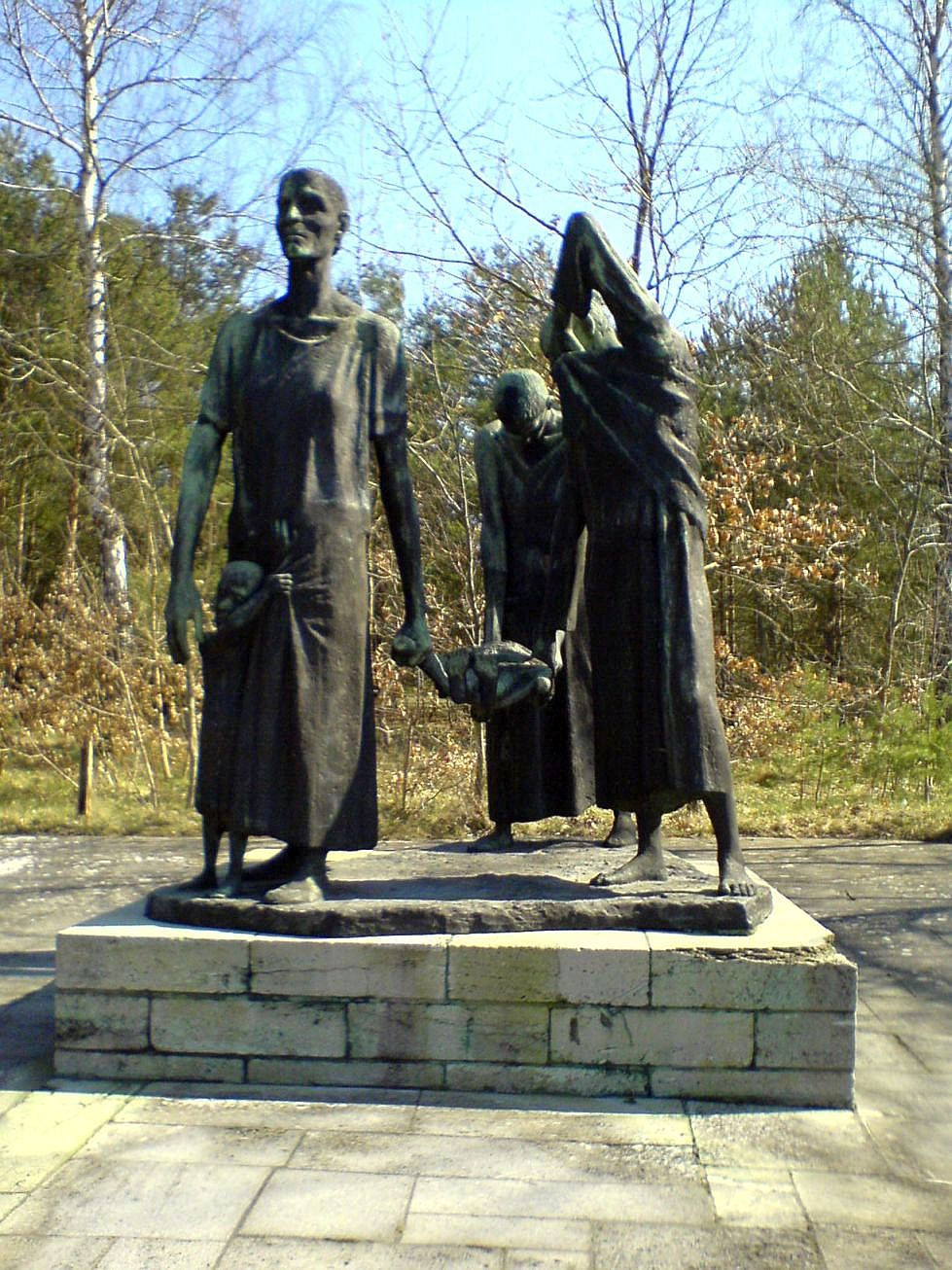
Müttergruppe Fritz Cremer 1965 (Foto 2007; Skulptur nach Sanierung seit 2011 wieder aufgestellt)

### Zeichnungen, Lithografien sowie Buchillustrationen
- 1956: Nie wieder
- 1956: Mappe Walpursgisnacht (36 Blätter)
- 1962: Selbstbildnis
- 1963: Kreidekreis
- 1966: Fragen eines lesenden Arbeiters (zu Brechts Gedicht)
- 1979: „Genug gekreuzigt!“
- 1986: Mappe Mutter Coppi und die Anderen, Alle!
- 1988: Fritz Cremer Lithographien 1955–88
- 1959: Buchenwald. Studien von Fritz Cremer. Verlag der Nation, Berlin.
- 1986: Für Mutter Coppi und die Anderen, Alle – graphische Folge. Henschelverlag Kunst und Gesellschaft, Berlin.

## Ausstellungen
- 1939: Karl Eulenstein, Ölbilder, Fritz Cremer, Plastik: Galerie Karl Buchholz: 42. Ausstellung vom 18. Nov. bis 9. Dez. (1939)
- 1951: Berlin, Kollektivausstellung in der Akademie der Künste
- 1956: Berlin, Kollektivausstellung zum 50. Geburtstag in der Nationalgalerie
- 1959: Kairo und Alexandria, Kollektivausstellungen
- 1960: Schwerin, Greifswald, Stralsund, Demmin, Eisenach, Magdeburg
- 1966: Budapest, Halle und Berlin
- 1967: Kopenhagen, Erfurt und Rostock
- 1968: Berlin
- 1970: Oslo, Kopenhagen und Bonn
- 1973: Budapest
- 1976: Warschau
- 1976: Berlin, Altes Museum
- 1977: Sofia und Moskau
- 1977: documenta 6, Kassel
- 1980: Duisburg, Wilhelm Lehmbruck Museum
- 1982: Bremen
- 1984: Berlin, Pergamonmuseum
- 1987: Stockholm
- 1991: Arnsberg, Sauerland-Museum
- 1996: Arnsberg
- 2000: Schloss Oberhausen
- 2007: Arnsberg
- 2009: Frankfurt am Main und Leipzig, Galerie Schwind
- 2010: Dresden, Galerie Beyer
- 2011: Frankfurt am Main, Galerie Schwind

## Auszeichnungen
- 1953: Nationalpreis II. Klasse für die Büste des Bergmanns und Nationalpreisträgers Franz Franik
- 1958: Nationalpreis I. Klasse für das Buchenwald-Denkmal
- 1961: Kunstpreis des FDGB für die Portraitbüste Bert Brecht
- 1965: Vaterländischer Verdienstorden in Gold
- 1967: Ehrenmitglied der Akademie der Künste der UdSSR
- 1972: Goethepreis der Stadt Berlin
- 1972: Nationalpreis I. Klasse für das Gesamtwerk
- 1974: Karl-Marx-Orden
- 1976: Held der Arbeit
- 1978: Fahnenorden der Ungarischen Volksrepublik
- 1981: Bremer Bildhauerpreis
- 1981: Ehrenspange zum Vaterländischer Verdienstorden in Gold

## Cremers Skulpturen in Berlin und Brandenburg

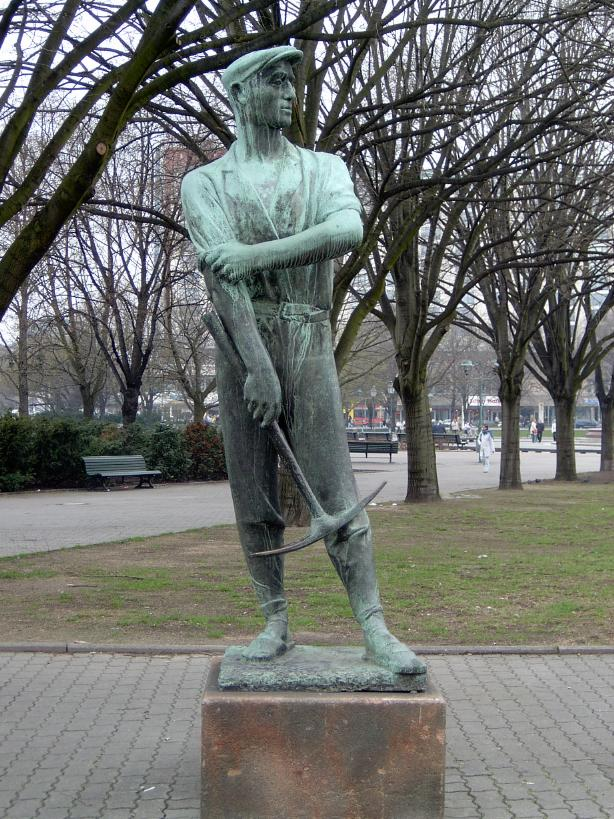
Aufbauhelfer
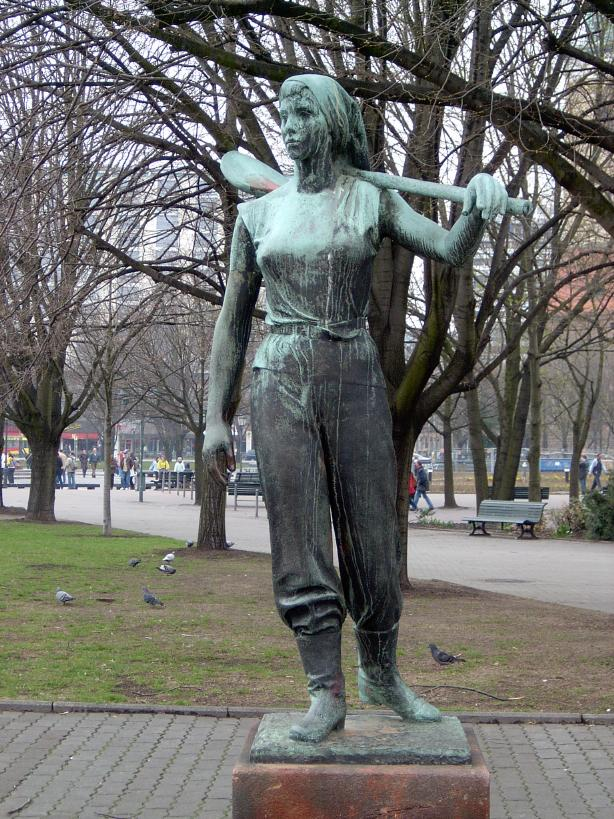
Aufbauhelferin
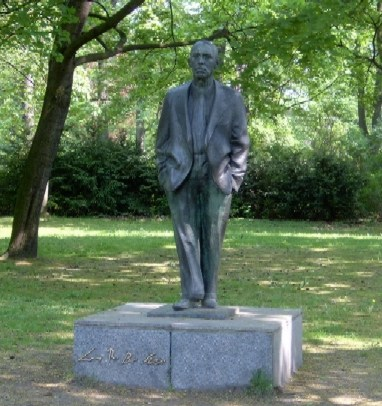
Johannes R. Becher, Bürgerpark Pankow
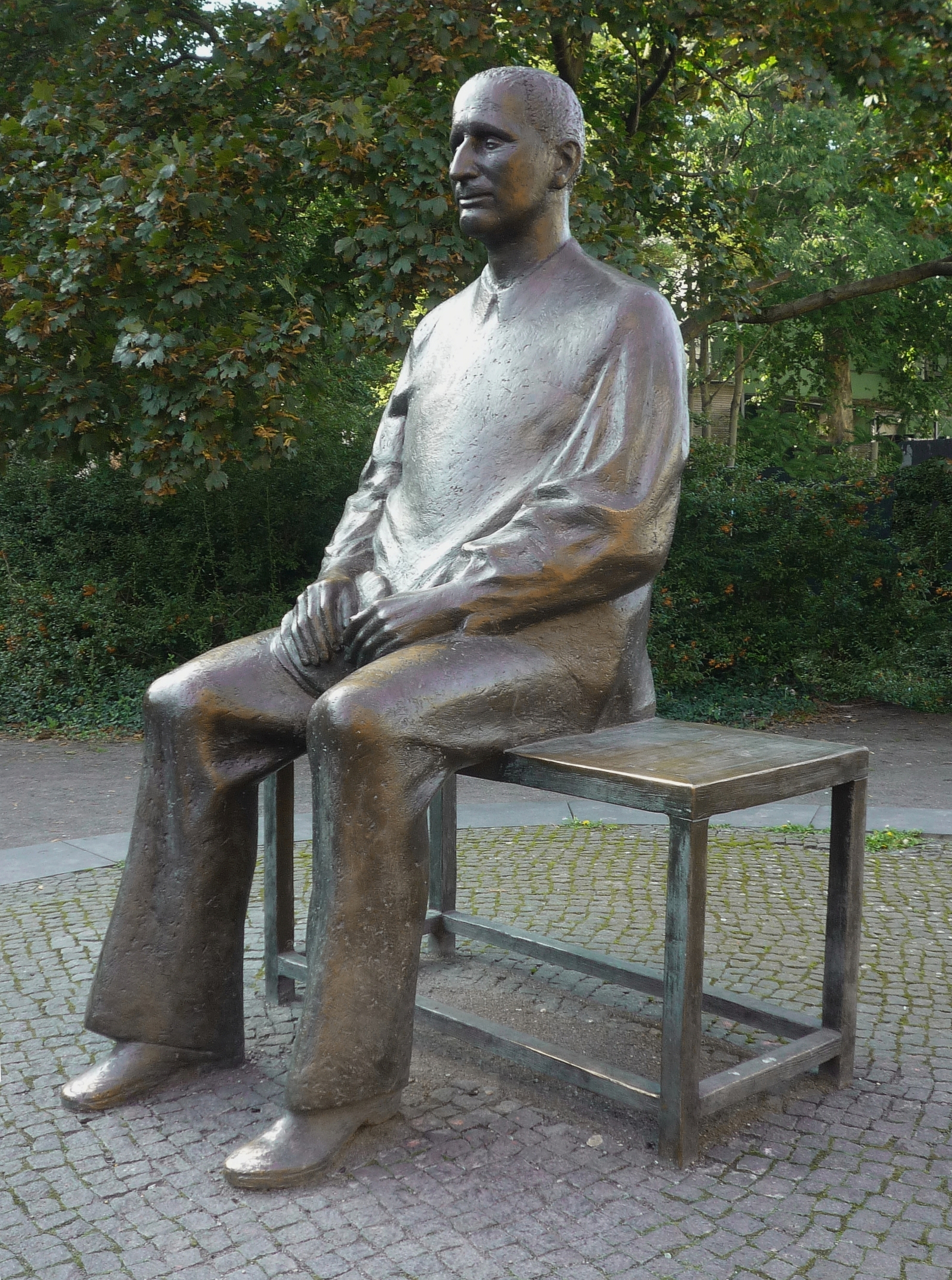
Bertolt Brecht-Denkmal vor dem Berliner Ensemble
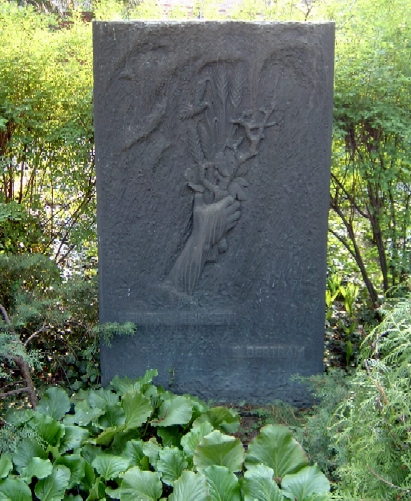
Grabstein von Heinrich Ehmsen
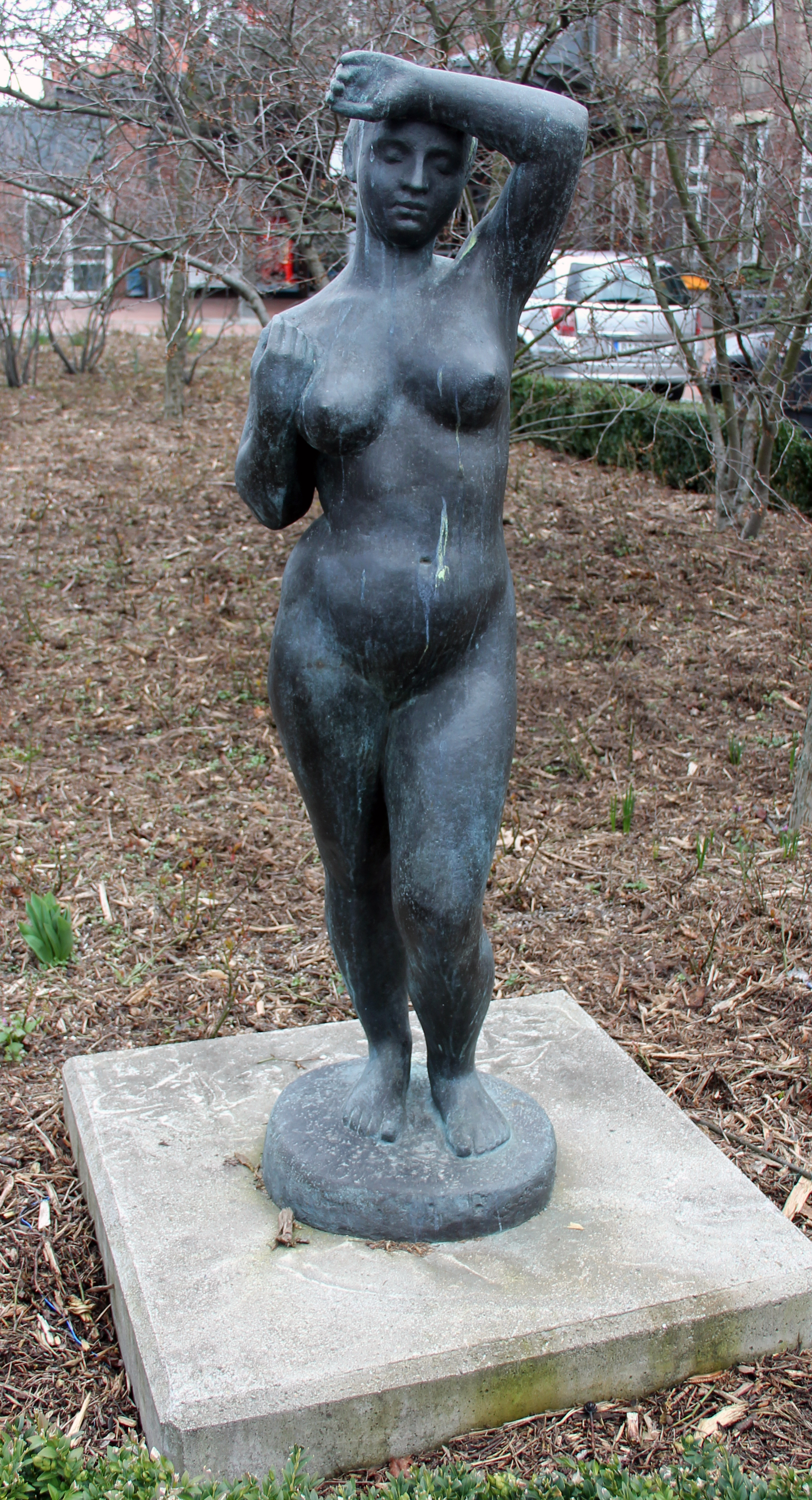
Große Eva, Klinikum Westend
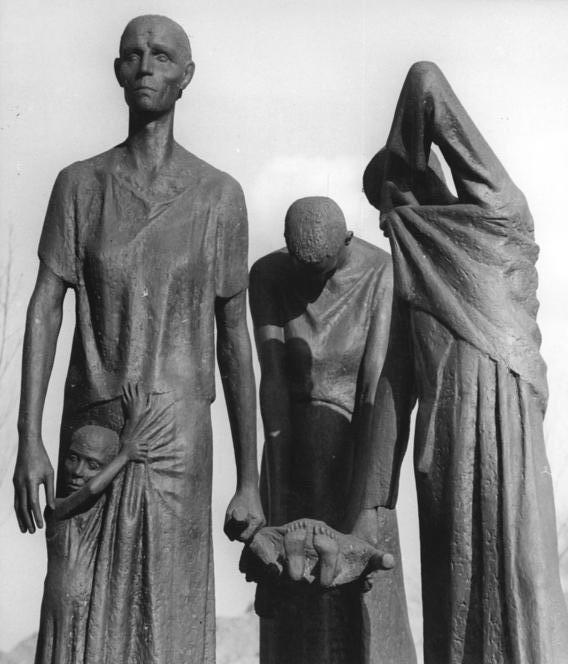
Müttergruppe in der Mahn- und Gedenkstätte Ravensbrück
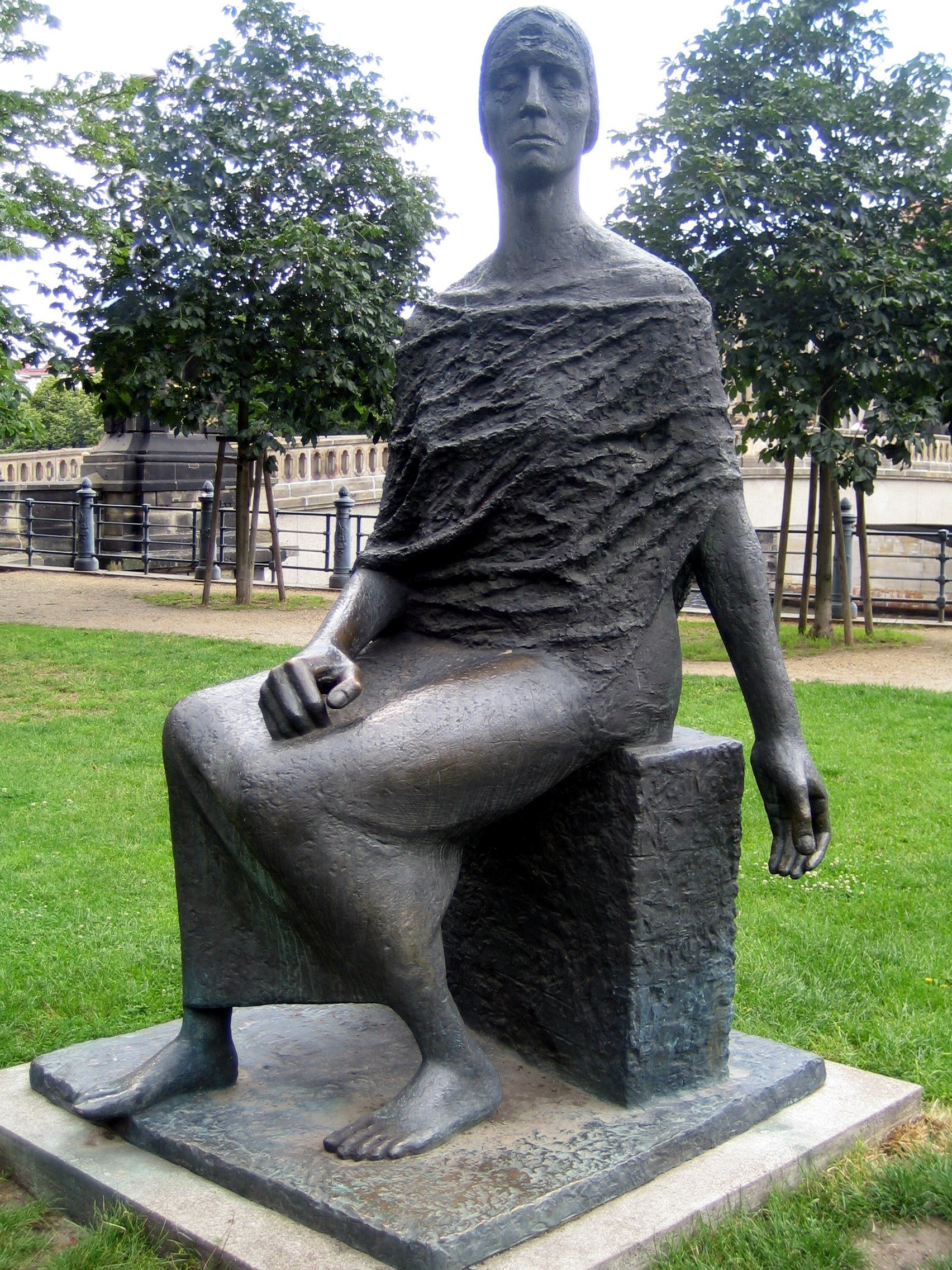
O Deutschland, bleiche Mutter
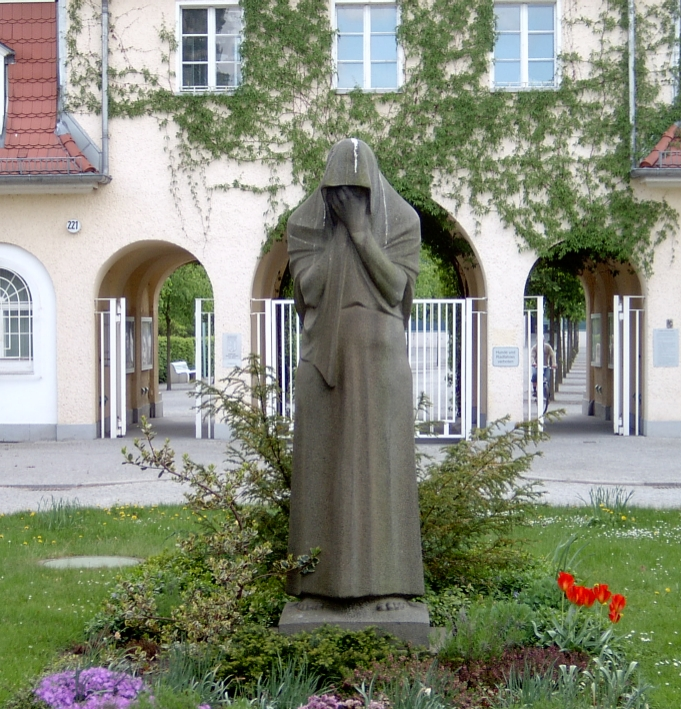
Trauernde
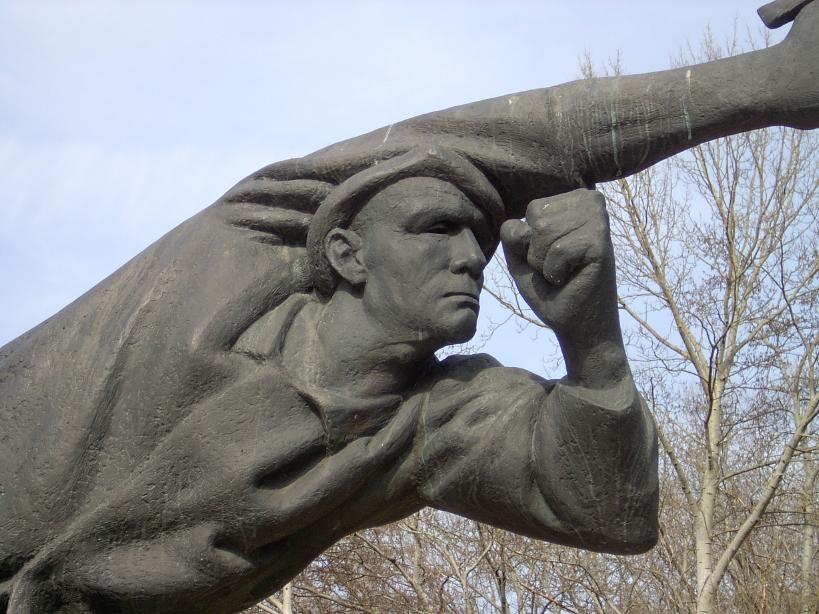
Denkmal für deutsche Spanienkämpfer in Berlin-Friedrichshain (Ausschnitt)
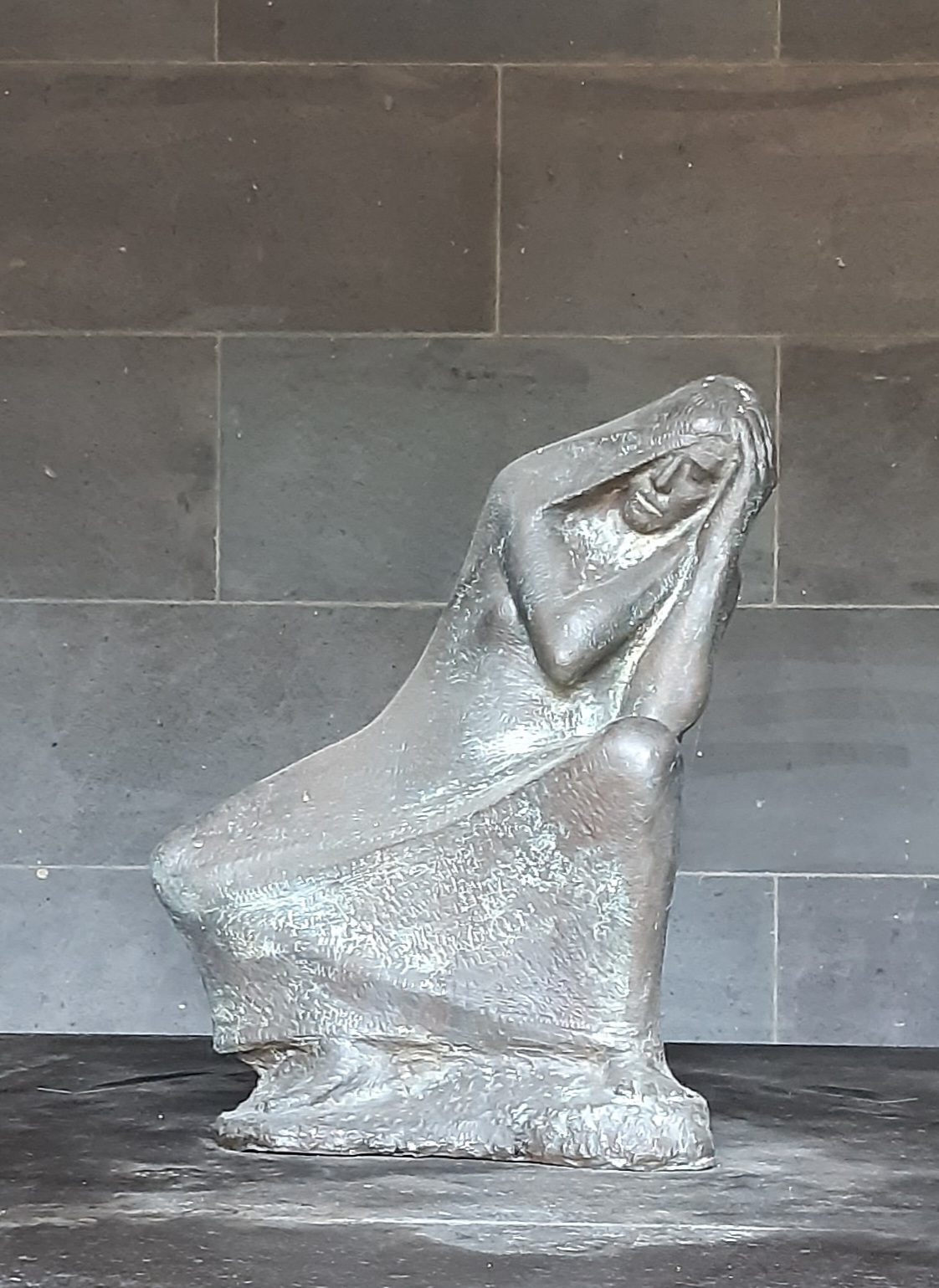
Plastik Sorgende Frau
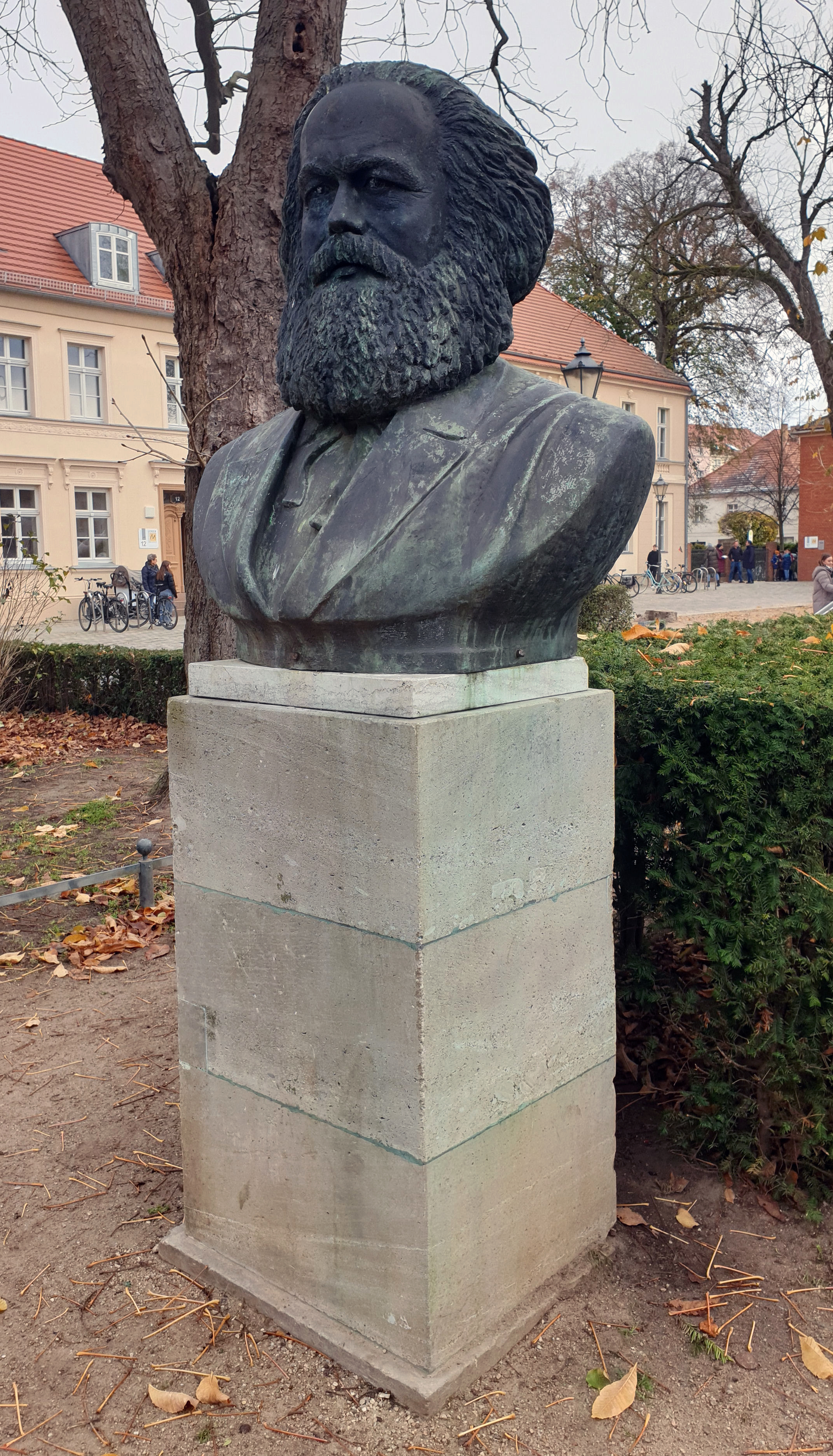
Karl Marx, Neuruppin

## Eigene Veröffentlichungen und Ausstellungskataloge
- Fritz Cremer: Lithographien 1955–1974. Akademie der Künste, Berlin 1975.
- Fritz Cremer: Lithographien und Radierungen bis 1988. Akademie der Künste, Berlin 1988.
- Fritz Cremer: Nur Wortgefechte? Aus Schriften, Reden, Briefen, Interviews 1949–1989. Ausgewählt und kommentiert von Maria Rüger. Verlag für Berlin-Brandenburg, Berlin 2004.
- Katalog: Fritz Cremer – Plastiken und Zeichnungen – Retrospektive. Mit einem Beitrag von Gerd Brüne, Edition Galerie Schwind, Frankfurt am Main 2009.